# The BBC Sessions 1968-1970
Pour les articles homonymes, voir BBC Sessions.
Albums de Deep Purple
Live at Montreux 2011
(2011)
The BBC Sessions 1968-1970 est un double album de Deep Purple sorti en 2011. Comme son titre l'indique, il retrace les performances du groupe enregistrées par la BBC durant ses deux premières années d'existence. Le premier disque comprend les sessions de la Mk I du groupe, avec Rod Evans et Nick Simper, tandis que le second disque comprend celles de la Mk II, avec Ian Gillan et Roger Glover.

## Titres

### CD 1
1. Hush (Joe South) – 4:01
2. One More Rainy Day (Evans, Lord) – 2:52
3. Help! (John Lennon, Paul McCartney) – 5:21 Titres 1-3 enregistrés pour l'émission Top Gear le 18 juin 1968.
4. And the Address (Blackmore, Lord) – 2:06 Titre 4 enregistré pour l'émission The Dave Symonds Show le 25 juin 1968.
5. Hey Bop a Re Bop (Blackmore, Evans, Lord, Paice) – 3:31
6. Emmaretta (Blackmore, Evans, Lord) – 3:07
7. Wring That Neck (Blackmore, Lord, Paice, Simper) – 4:42
8. Brian Matthew Interviews Rod Evans – 1:27 Titres 5-8 enregistrés pour l'émission Top Gear le 8 janvier 1969.
9. Hey Joe (Billy Roberts) – 4:02
10. It's All Over (Ben E. King, Bert Berns) – 4:14 Titres 9-10 enregistrés pour l'émission Top Gear le 14 janvier 1969.
11. The Painter (Blackmore, Evans, Lord, Paice, Simper) – 2:18
12. Laléna (Donovan) – 3:32 Titres 11-12 enregistrés pour l'émission Sounds Like Tony Brandon Show le 24 juin 1969.
13. The Painter (Blackmore, Evans, Lord, Paice, Simper) – 2:44
14. I'm So Glad (Skip James) – 3:12
15. Hush (Joe South) – 2:28 Titres 13-15 enregistrés pour l'émission Chris Grant's Tasty Pop Sundae le 30 juin 1969.

### CD 2
Toutes les chansons de ce disque sont de Ritchie Blackmore, Ian Gillan, Roger Glover, Jon Lord et Ian Paice, sauf mention contraire.
1. Ricochet – 3:07
2. The Bird Has Flown (Blackmore, Evans, Lord) – 3:04 Titres 1-2 enregistrés pour l'émission Symonds on Sunday Show le 11 août 1969.
3. Speed King – 3:25
4. Jam Stew (Aka John Stew) – 3:56 Titres 3-4 enregistrés pour l'émission Stuart Henry Noise at Nine le 31 octobre 1969.
5. Hard Lovin' Man – 4:13
6. Bloodsucker – 3:17
7. Living Wreck – 2:57 Titres 5-7 enregistrés pour l'émission Mike Harding’s Sounds of the Seventies le 21 avril 1970.
8. Brian Matthew Interviews Jon Lord – 1:35
9. Black Night – 3:28
10. Grabsplatter – 4:32
11. Into the Fire – 3:48
12. Child in Time – 10:48 Titres 8-12 enregistrés par les Services de transcription de la BBC le 23 septembre 1970.

## Musiciens
- Ritchie Blackmore : guitare
- Rod Evans : chant (CD 1)
- Ian Gillan : chant (CD 2)
- Roger Glover : basse (CD 2)
- Jon Lord : claviers
- Ian Paice : batterie
- Nick Simper : basse (CD 1)